# (16398) Hummel
(16398) Hummel (1982 SN3) – planetoida z pasa głównego asteroid okrążająca Słońce w ciągu 3,57 lat w średniej odległości 2,34 j.a. Odkryta 24 września 1982 roku.